# Elke Blumenthal
Elke Blumenthal-von Rabenau (* 25. Januar 1938 in Greifswald als Elke Armgart Lieselotte Blumenthal; † 19. April 2022 in Leipzig) war eine deutsche Ägyptologin und Hochschullehrerin. Sie war von 1986 bis 1999 Professorin für Ägyptologie an der Universität Leipzig und langjährige Leiterin des dortigen Ägyptischen Museums.

## Leben und Werk
Elke Blumenthal war die Tochter der Germanistin Lieselotte Blumenthal (1906–1992) und des Bibliothekars Hermann Blumenthal (1903–1941). Sie war mit dem Theologen und Einbandforscher Konrad von Rabenau bis zu dessen Tod 2016 verheiratet.
Blumenthal studierte ab 1956 Ägyptologie und Kunstgeschichte an der Karl-Marx-Universität Leipzig. 1961 erhielt sie das Diplom, 1964 wurde sie bei Siegfried Morenz promoviert, Thema der Dissertation war Untersuchungen über die Phraseologie des ägyptischen Königtums im Mittleren Reich. 1977 erfolgte die der Habilitation entsprechende Promotion B, Thema der Dissertation B war Darstellung und Selbstdarstellung des ägyptischen Königtums. Untersuchungen zur schriftlichen Überlieferung des Mittleren Reiches.

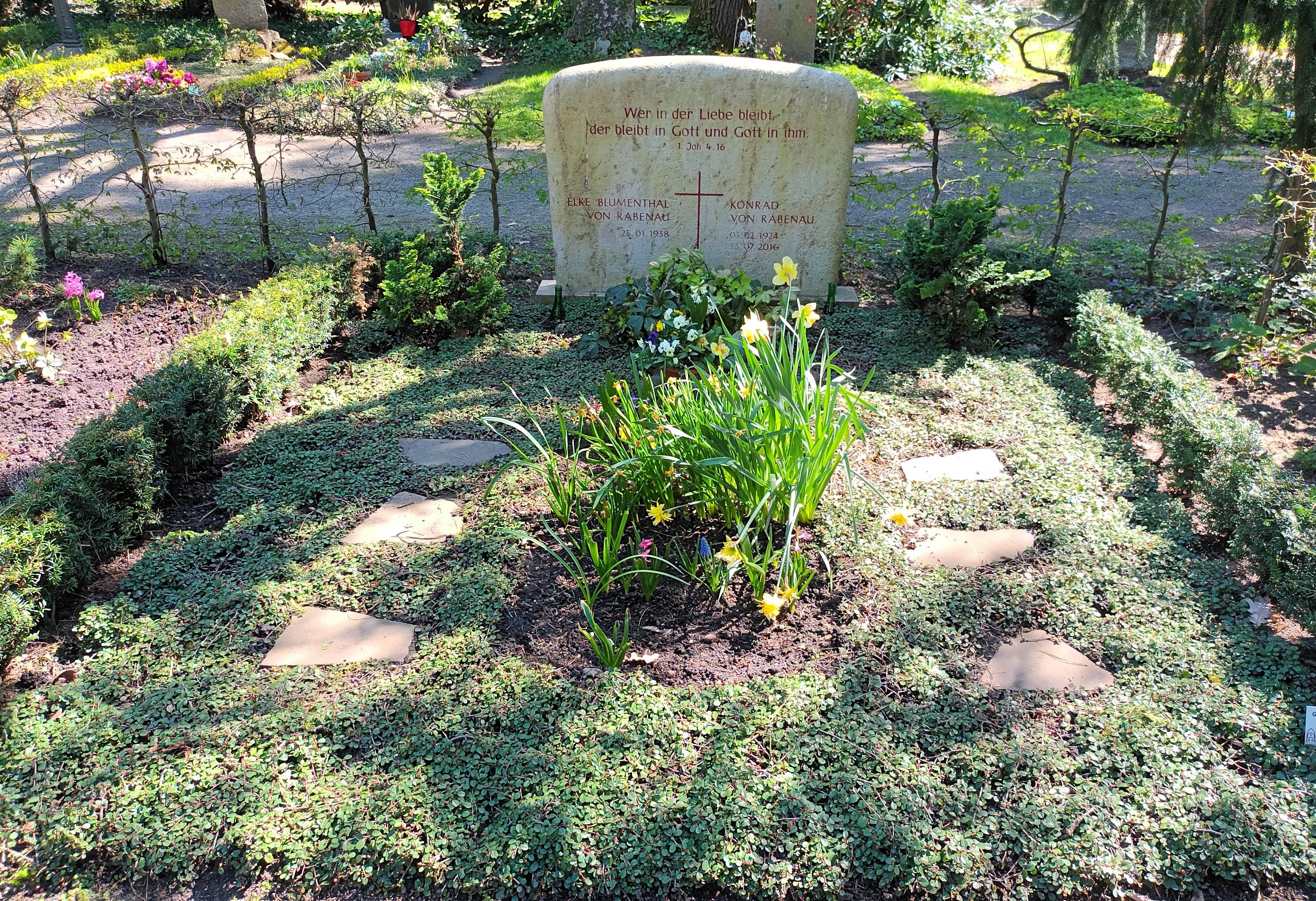
Grabstätte Elke Blumenthal-von Rabenau (2022)

Blumenthal wirkte seit 1961 zunächst als wissenschaftliche Assistentin unter Siegfried Morenz, später als Oberassistentin und Hochschuldozentin am Ägyptologischen Institut der Universität Leipzig und am Ägyptischen Museum der Universität Leipzig. Seit 1970 leitete sie das Museum und von 1986 bis zu ihrer Emeritierung 1999 war sie ordentliche Professorin für Ägyptologie.
Blumenthal war ordentliches Mitglied der Sächsischen Akademie der Wissenschaften (1991) und korrespondierendes Mitglied des Deutschen Archäologischen Instituts (1990) sowie der Bayerischen Akademie der Wissenschaften (1995). Seit 1985 war sie Mitglied der Kommission beziehungsweise des Beirates des Altägyptischen Wörterbuches. Zeitweise war sie zusammen mit Erik Hornung Herausgeberin der Zeitschrift für Ägyptische Sprache und Altertumskunde. Sie war Trägerin des Sächsischen Verdienstordens.
Elke Blumenthal-von Rabenau starb im April 2022 im Alter von 84 Jahren. Sie wurde auf dem Südfriedhof in Leipzig beerdigt.

## Schriften (Auswahl)
- Altägyptische Reiseerzählungen. Reclam, Leipzig 1982.
- Ein Leipziger Grabdenkmal im ägyptischen Stil und die Anfänge der Ägyptologie in Deutschland (= Kleine Schriften des Ägyptischen Museums der Universität Leipzig. Band 4). Ägyptisches Museum, Leipzig 1999, ISBN 3-934178-01-4.
- Kuhgöttin und Gottkönig. Frömmigkeit und Staatstreue auf der Stele Leipzig Ägyptisches Museum 5141 (= Siegfried-Morenz-Gedächtnis-Vorlesung. Band 11). Ägyptisches Museum, Leipzig 2001, ISBN 3-934178-15-4.
- Skarabäen in Leipzig (= Kleine Schriften des Ägyptischen Museums der Universität Leipzig. Band 7). Ägyptisches Museum, Leipzig 2005, ISBN 3-934178-45-6.
- Museum Politicum. Erinnerungen zum 40. Jahrestag der Wiedereröffnung des Ägyptischen Museum der Universität Leipzig am 12. Mai 2016 (= Kleine Schriften des Ägyptischen Museums der Universität Leipzig. Band 12). Manetho, Berlin 2018, ISBN 978-3-447-11051-8.